# Lijst van Leptodactylidae
Onderstaand een lijst van alle soorten kikkers uit de familie fluitkikkers (Leptodactylidae). De lijst is gebaseerd op Amphibian Species of the World.
Familie fluitkikkers
- Soort Adenomera ajurauna
- Soort Adenomera andreae
- Soort Adenomera araucaria
- Soort Adenomera bokermanni
- Soort Adenomera coca
- Soort Adenomera cotuba
- Soort Adenomera diptyx
- Soort Adenomera engelsi
- Soort Adenomera heyeri
- Soort Adenomera hylaedactyla
- Soort Adenomera juikitam
- Soort Adenomera lutzi
- Soort Adenomera marmorata
- Soort Adenomera martinezi
- Soort Adenomera nana
- Soort Adenomera saci
- Soort Adenomera simonstuarti
- Soort Adenomera thomei
- Soort Crossodactylodes bokermanni
- Soort Crossodactylodes itambe
- Soort Crossodactylodes izecksohni
- Soort Crossodactylodes pintoi
- Soort Crossodactylodes septentrionalis
- Soort Edalorhina nasuta
- Soort Edalorhina perezi
- Soort Engystomops coloradorum
- Soort Engystomops freibergi
- Soort Engystomops guayaco
- Soort Engystomops montubio
- Soort Engystomops petersi
- Soort Engystomops pustulatus
- Soort Engystomops pustulosus
- Soort Engystomops puyango
- Soort Engystomops randi
- Soort Hydrolaetare caparu
- Soort Hydrolaetare dantasi
- Soort Hydrolaetare schmidti
- Soort Leptodactylus albilabris
- Soort Leptodactylus bolivianus
- Soort Leptodactylus bufonius
- Soort Leptodactylus caatingae
- Soort Leptodactylus camaquara
- Soort Leptodactylus chaquensis
- Soort Leptodactylus colombiensis
- Soort Leptodactylus cunicularius
- Soort Leptodactylus cupreus
- Soort Leptodactylus didymus
- Soort Leptodactylus diedrus
- Soort Leptodactylus discodactylus
- Soort Leptodactylus elenae
- Soort Leptodactylus fallax
- Soort Leptodactylus flavopictus
- Soort Leptodactylus fragilis
- Soort Leptodactylus furnarius
- Soort Leptodactylus fuscus
- Soort Leptodactylus gracilis
- Soort Leptodactylus griseigularis
- Soort Leptodactylus guianensis
- Soort Leptodactylus hylodes
- Soort Leptodactylus insularum
- Soort Leptodactylus jolyi
- Soort Leptodactylus knudseni
- Soort Leptodactylus labrosus
- Soort Leptodactylus labyrinthicus
- Soort Leptodactylus laticeps
- Soort Leptodactylus latinasus
- Soort Leptodactylus latrans
- Soort Leptodactylus lauramiriamae
- Soort Leptodactylus leptodactyloides
- Soort Leptodactylus lithonaetes
- Soort Leptodactylus longirostris
- Soort Leptodactylus macrosternum
- Soort Leptodactylus magistris
- Soort Leptodactylus marambaiae
- Soort Leptodactylus melanonotus
- Soort Leptodactylus myersi
- Soort Leptodactylus mystaceus
- Soort Leptodactylus mystacinus
- Soort Leptodactylus natalensis
- Soort Leptodactylus nesiotus
- Soort Leptodactylus notoaktites
- Soort Leptodactylus oreomantis
- Soort Leptodactylus paraensis
- Soort Leptodactylus pascoensis
- Soort Leptodactylus pentadactylus
- Soort Leptodactylus peritoaktites
- Soort Leptodactylus petersii
- Soort Leptodactylus plaumanni
- Soort Leptodactylus podicipinus
- Soort Leptodactylus poecilochilus
- Soort Leptodactylus pustulatus
- Soort Leptodactylus rhodomerus
- Soort Leptodactylus rhodomystax
- Soort Leptodactylus rhodonotus
- Soort Leptodactylus riveroi
- Soort Leptodactylus rugosus
- Soort Leptodactylus sabanensis
- Soort Leptodactylus savagei
- Soort Leptodactylus sertanejo
- Soort Leptodactylus silvanimbus
- Soort Leptodactylus spixi
- Soort Leptodactylus stenodema
- Soort Leptodactylus syphax
- Soort Leptodactylus tapiti
- Soort Leptodactylus troglodytes
- Soort Leptodactylus turimiquensis
- Soort Leptodactylus validus
- Soort Leptodactylus vastus
- Soort Leptodactylus ventrimaculatus
- Soort Leptodactylus viridis
- Soort Leptodactylus wagneri
- Soort Lithodytes lineatus
- Soort Paratelmatobius cardosoi
- Soort Paratelmatobius gaigeae
- Soort Paratelmatobius lutzii
- Soort Paratelmatobius mantiqueira
- Soort Paratelmatobius poecilogaster
- Soort Paratelmatobius yepiranga
- Soort Physalaemus aguirrei
- Soort Physalaemus albifrons
- Soort Physalaemus albonotatus
- Soort Physalaemus angrensis
- Soort Physalaemus atim
- Soort Physalaemus atlanticus
- Soort Physalaemus barrioi
- Soort Physalaemus biligonigerus
- Soort Physalaemus bokermanni
- Soort Physalaemus caete
- Soort Physalaemus camacan
- Soort Physalaemus centralis
- Soort Physalaemus cicada
- Soort Physalaemus crombiei
- Soort Physalaemus cuqui
- Soort Physalaemus cuvieri
- Soort Physalaemus deimaticus
- Soort Physalaemus ephippifer
- Soort Physalaemus erikae
- Soort Physalaemus erythros
- Soort Physalaemus evangelistai
- Soort Physalaemus feioi
- Soort Physalaemus fernandezae
- Soort Physalaemus fischeri
- Soort Physalaemus gracilis
- Soort Physalaemus henselii
- Soort Physalaemus insperatus
- Soort Physalaemus irroratus
- Soort Physalaemus jordanensis
- Soort Physalaemus kroyeri
- Soort Physalaemus lateristriga
- Soort Physalaemus lisei
- Soort Physalaemus maculiventris
- Soort Physalaemus marmoratus
- Soort Physalaemus maximus
- Soort Physalaemus moreirae
- Soort Physalaemus nanus
- Soort Physalaemus nattereri
- Soort Physalaemus obtectus
- Soort Physalaemus olfersii
- Soort Physalaemus orophilus
- Soort Physalaemus riograndensis
- Soort Physalaemus rupestris
- Soort Physalaemus santafecinus
- Soort Physalaemus signifer
- Soort Physalaemus soaresi
- Soort Physalaemus spiniger
- Soort Pleurodema alium
- Soort Pleurodema bibroni
- Soort Pleurodema borellii
- Soort Pleurodema brachyops
- Soort Pleurodema bufoninum
- Soort Pleurodema cinereum
- Soort Pleurodema cordobae
- Soort Pleurodema diplolister
- Soort Pleurodema guayapae
- Soort Pleurodema kriegi
- Soort Pleurodema marmoratum
- Soort Pleurodema nebulosum
- Soort Pleurodema somuncurense
- Soort Pleurodema thaul
- Soort Pleurodema tucumanum
- Soort Pseudopaludicola ameghini
- Soort Pseudopaludicola atragula
- Soort Pseudopaludicola boliviana
- Soort Pseudopaludicola canga
- Soort Pseudopaludicola ceratophyes
- Soort Pseudopaludicola facureae
- Soort Pseudopaludicola falcipes
- Soort Pseudopaludicola giarettai
- Soort Pseudopaludicola hyleaustralis
- Soort Pseudopaludicola llanera
- Soort Pseudopaludicola mineira
- Soort Pseudopaludicola murundu
- Soort Pseudopaludicola mystacalis
- Soort Pseudopaludicola parnaiba
- Soort Pseudopaludicola pocoto
- Soort Pseudopaludicola pusilla
- Soort Pseudopaludicola saltica
- Soort Pseudopaludicola ternetzi
- Soort Rupirana cardosoi
- Soort Scythrophrys sawayae